# Eurymeloides marmorata
Eurymeloides marmorata är en insektsart som beskrevs av Hermann Burmeister 1838. Eurymeloides marmorata ingår i släktet Eurymeloides och familjen dvärgstritar. Inga underarter finns listade i Catalogue of Life.